# Tårarnas sten
Tårarnas sten är en fantasyroman av Terry Goodkind och den tredje delen i bokserien Sanningens svärd. Boken utgör den första tredjedelen av ursprungsboken Stone of Tears.